# VM웨어 워크스테이션
VM웨어 워크스테이션(영어: VMware Workstation)은 VM웨어사가 만든 하이퍼바이저 기반 가상머신 소프트웨어이다. 현재는 x64 버전의 마이크로소프트 윈도우와 리눅스 운영 체제에서 구동되는 하이퍼바이저이지만, x86 버전의 과거 릴리스도 이용이 가능했다.
VM웨어 플레이어 v7, 워크스테이션 v11까지만 해도 워크스테이션과 별개로 VM웨어 플레이어라는 무료 제품이 있었다. 2015년에 두 개의 패키지가 VM웨어 워크스테이션 12로 통합되었으며, 비상업적인 목적으로 VM웨어 워크스테이션 플레이어라는 무료 제품을 사용하다가 라이선스 코드를 구매시 VM웨어 워크스테이션 프로라는 상위 사양으로 갱신할 수 있었다. 이후 2024년 5월 13일부터 개인 사용자에게는 프리웨어로, 그 외에는 상용 목적으로 둘 다 이용이 가능하도록 변경되었다.
VM웨어 워크스테이션 프로는 언제든지 가상 머신의 상태("스냅샷")를 저장할 수 있다. 이러한 스냅샷은 나중에 복원하여 가상 머신을 저장된 상태 그대로, VM에 대한 스냅샷 후 손상이 없는 상태로 효과적으로 되돌릴 수 있다.
VM웨어 워크스테이션에는 인벤토리 폴더에 여러 가상 머신을 그룹화하는 기능이 포함되어 있다. 이후 이러한 폴더에 있는 시스템은 단일 개체로 전원을 켜고 끌 수 있으므로 복잡한 클라이언트-서버 환경을 테스트하는 데 유용하다.

## 역사

### 2024년 프리웨어로 변경
2024년 5월 13일, VM웨어 워크스테이션 프로는 개인용으로는 무료로 제공될 예정이며, 상업적인 용도로는 여전히 라이선스가 필요하다고 발표되었다. 결과적으로 VM웨어 워크스테이션 플레이어는 중복으로 인해 중단되었다.

## 버전 역사
| 색     | 의미                  |
| ------ | --------------------- |
| 빨간색 | 미지원 릴리스         |
| 녹색   | 현재 지원 중인 릴리스 |
| 파란색 | 차기 릴리스           |

| 버전   | 출시일           | 주요 변경사항 |
| ------ | ---------------- | --- |
| 1.0    | 1999년           | 최초 릴리스 |
| 3.0    | 2001년 11월 1일  | |
| 3.1    | 2002년 4월 9일   | |
| 4.0    | 2003년 3월 23일  | |
| 4.5    | 2004년 4월 5일   | |
| 5.0    | 2005년 4월 11일  | |
| 5.5    | 2005년 9월 12일  | |
| 6.0    | 2007년 5월 9일   | |
| 6.5    | 2008년 9월 23일  | - 6.5는 PAE 없는 CPU를 지원하는 마지막 버전 - 레코드 리플레이(Record Replay) |
| 7.0    | 2009년 10월 26일 | - 리플레이 디버깅 (개선된 레코드 리플레이) |
| 8.0    | 2011년 9월 14일  | - 공유 가상 머신 - 워크스테이션 8은 x64 호환 CPU를 요구하는 최초 버전 - 리플레이 디버깅 제거됨 |
| 9.0    | 2012년 8월 23일  | - 리눅스, 윈도우 8 게스트의 USB 3.0 지원 - 리눅스 게스트용 OpenGL 드라이버 - 개선된 그래픽스 하위 시스템 - 가상 머신 제한 - 새 운영 체제 지원 - 우분투 12.04 - 윈도우 8 - 윈도우 서버 2012 |
| 10.0   | 2013년 9월 3일   | - 새 운영 체제 지원 - 윈도우 8.1 - 윈도우 서버 2012 R2 - 우분투 13.10 - VMware 하드웨어 버전 10 - 16개 vCPU - 8 TB 디스크 - 새 가상 SATA 디스크 컨트롤러 - USB 3.0 스트림 지원 - SSD 패스스루 - 기간 만료 가상 머신 - 가상 태블릿 센서 - 가속도계 - 자이로스코프 - 나침반 - 조도 센서 - 사용자 인터페이스 개선 - 클라우드 관리 도구 - VMware KVM - WSX 1.1 |
| 10.0.1 | 2013년 10월 24일 | - 일부 AMD 파일드라이버 CPU와의 호환성 개선 - 윈도우 8.1 RTM 및 윈도우 서버 2012 R2 RTM용 쉬운 설치 지원 - 특정 멈춤 현상 수정 |
| 10.0.2 | 2014년 4월 17일  | - USB 오디오 및 비디오 장치와 가상 머신 간의 호환성, 성능 개선. - USB 장치가 리눅스 RHEL 5 게스트 운영 체제에 연결되지 못하는 문제 해결. - 쉬운 설치 옵션이 윈도우 8.1 업데이트 1 및 윈도우 서버 2012 R2를 게스트 운영 체제로 지원. - OpenSUSE 13.1는 이제 호스트 운영 체제로 지원됨. - 가상 머신 연결 시 CD를 블루레이 드라이브에 버닝하지 못하는 문제 해결. - 유니티 모드에서 마이크로소프트 워드와 엑셀을 사용 시 발생한 비프음 문제를 해결. - 윈도우 8 가상 머신의 리눅스 호스트에서 호스트 애플리케이션 창들이 UAC 대화 상자에서 블랙 아웃되는 문제를 해결. - 리눅스 호스트에서 가상 머신의 전원을 켤 때 사운드 카드가 자동으로 VM에 추가되지 못하는 문제를 해결. - 런치 메뉴에서 메트로 스타일 애플리케이션을 실행할 때 윈도우 8.1 게스트 운영 체제가 검은 화면을 표출하는 문제를 해결. - KVM 모드의 환경 설정 대화 상자에서 단축키 충돌을 해결. - 일부 새로운 엔비디아 드라이버 사용 시 GL 렌더러의 호환성 문제를 해결. - 솔리드웍스 애플리케이션의 그래픽스 오류 해결. - 물리적인 PC로부터 가져온 가상 머신이 시작 시 충돌을 일으키는 문제를 해결. - 사용자가 두 개의 스레드를 사용하여 파일을 읽고 쓸 때 발생하는 공유 폴더에 관한 문제를 해결. - 공유 폴더 사용 시 리눅스 가상 머신들이 오래된 파일 내용을 보도록 하는 문제를 해결. - E1000e 어댑터를 사용 시 나타나는 가상 머신 성능 문제를 해결. - 워크스테이션이 우분투 14.04를 시작하지 못하는 문제 해결. |
| 10.0.3 | 2014년 7월 1일   | CVE-2014-0224, CVE-2014-0198, CVE-2010-5298, CVE-2014-3470 대응 OPENSSL 라이브러리 버전 openssl-0.9.8za로 업데이트됨. |
| 10.0.4 | 2014년 10월 30일 | - 마이크로소프트 윈도우 8.1과 윈도우 서버 2012에서 워크스테이션의 메모리 문제 수정. |
| 10.0.5 | 2015년 1월 27일  | - 버그 수정 - 전원을 켤 때 가상 머신이 멈추고 .dmp 파일이 생성됨. - 비디오리두(VideoReDo) 애플리케이션이 비디오를 적절하게 표시하지 못하고 애플리케이션 화면 일부가 교차됨. - 호스트에서 게스트로 큰 파일을 복사하여 붙여넣지 못함. - HGFS 서버(공유 폴더용)의 메모리 누수로 인해 VMWare Tools가 오류와 함께 임의 충돌을 일으킴: 예외 0xc0000005(액세스 위반)가 발생했다. - 새 VM이 동일 위치의 UUID와 MAC 주소를 보유함으로써 UUID와 MAC 주소가 고유하지 않게 됨. 이 문제는 WS 9, WS 10 VM에서 발생하지만 WS 7, WS 8 VM에서는 발생하지 않음. - RHEL 6.6에서 비호환 커널 심볼 버전으로 인해 vmmon을 불러오지 못함. gcc, kernel-headers, kernel-devel이 설치되어 있으면, vmmon 모듈은 자동으로 재컴파일됨. - 게스트 NIC를 비활성화할 때 프로세스 vmtoolsd.exe의 메모리 누수가 발생하여 시간이 지남에 따라 워크스테이션 프로세스의 메모리 소비 증가를 부추김. - USB 장치가 르네사스 호스트 컨트롤러의 허브로 자동 연결될 때 장치들이 게스트로 리다이렉트되지 않음. - WS 11 라이선스는 WS 10.0.5와 차기 10.0.0 업데이트에 수락됨. - WS가 기본이 아닌 위치에 리눅스를 설치할 때 가상 네트워크 편집기의 실행이 실패됨. |
| 10.0.6 | 2015년 5월 5일   | 워크스테이션 10.0.x를 ESXi 6.0으로 가상 머신 업로드 시 나타나는 문제 수정. OpenSSL 라이브러리 버전 openssl-1.0.1m으로 업데이트. |
| 10.0.7 | 2015년 7월 2일   | 보안 문제 수정 |
| 11.0   | 2014년 12월 1일  | - 새 운영 체제 지원 - 윈도우 10 - 우분투 14.10 - RHEL 7 - CentOS 7 - 페도라 20 - 데비안 7.6 - VMware 하드웨어 버전 11 - VM 당 2GB 비디오 메모리 - VMware vCloud Air로의 연결 |
| 11.1   | 2015년 2월 17일  | - VMware vCloud Air Virtual Private Cloud OnDemand 지원 - 버그수정 - 부팅 중 짧은 시간 동안 마우스 움직임이 발생하는 경우 EFI 펌웨어 상에서 리눅스 게스트 OS 부팅이 종종 키보드 및 마우스 응답에 실패함. - 유니티 모드에서 실행 시 아웃룩 2010이 종종 충돌을 일으킴. - 영구 디스크의 컴팩트(compact) 또는 조각 모음을 하지 못함. - 사용자가 두 윈도우 게스트 간 파일을 복사해서 붙여넣을 때 종종 충돌이 발생함. - 3D 사용 시 페도라 20 게스트에서 UI 요소에 렌더링 손상이 발생함. - SUSE 리눅스 엔터프라이즈(SLE) 12의 새 가상 머신 생성 시 쉬운 설치 경로를 사용하지 못함. |
| 11.1.1 | 2015년 6월 9일   | - 보안 문제 수정: CVE-2012-0897, CVE-2015-2336, CVE-2015-2337, CVE-2015-2338, CVE-2015-2339, CVE-2015-2340, CVE-2015-2341 - VMware Workstation, Horizon Client TPView.ddl, TPInt.dll이 메모리 할당을 잘못 관리함. 워크스테이션에서 이는 게스트가 워크스테이션을 구동하는 윈도우 OS의 서비스 거부 공격을 수행하거나 코드를 실행할 수 있게 만들 수 있음. |
| 11.1.2 | 2015년 6월 15일  | - 보안 문제 - OpenSSL 라이브러리 버전 openssl-1.0.1m으로 업데이트됨. - 버그 수정 - 액세스 컨트롤 화면의 2개의 인터페이스 항목이 동일한 단축키 조합을 사용함. - 센서 진단 도구를 실행 중에 윈도우 가상 머신을 일시 정지하려고 시도하면 가상 머신이 응답하지 않게 됨. - 윈도우 8 게스트 운영 체제에서 음성 회의 소프트웨어를 사용하면 동영상, 오디오 통화 중에 심각한 반향(echo)이 발생됨. - 윈도우 95 게스트 운영 체제에서 마우스 커서가 점프함. - 리눅스 호스트의 윈도우 게스트 운영 체제 안에서 만들어진 심볼릭 링크가 하위 디렉터리의 파일을 나열하지 못함. - 워크스테이션이 VMware vCloud Air Subscription 노드의 리전(Region)을 표시하지 못함. - 워크스테이션이 새로운 페도라 21 가상 머신 생성 시 페도라 21 ISO를 자동으로 감지하지 못함. - 특정한 상황에서 워크스테이션 호스트에 alipaybsm.exe 파일이 설치될 때 네트워크 서비스가 문제를 일으킴. - 워크스테이션에서 vCloud Air 연결 후 워크스테이션 가상 머신 라이브러리에 가상 머신이 나열되지 못함. - 커널 3.19.0-15-generic의 우분투 15.04 게스트 운영 체제의 쉬운 설치 사용 시 사용자가 폴더 공유를 활성화하지 못함. - 특정 스냅샷으로 되돌리면 특정 단계를 따라가지 못함. - 윈도우 10 게스트 운영 체제를 유휴 상태로 실행하면 워크스테이션이 충돌을 일으킴. - 우분투 14.04 또는 우분투 15.04 게스트 운영 체제를 설치하는 쉬운 설치 옵션을 사용하면 VMware Tools의 설치를 실패함. |
| 12.0.0 | 2015년 8월 24일  | 다음의 기능이 워크스테이션 12 프로의 EOL에 도달하여 제거됨: - 리눅스 게스트와 호스트 운영 체제의 유니티 모드 - 가상 디버거 비주얼 스튜디오 - VMware vCloud Air 구독 서비스 연결 다음이 추가됨: - 윈도우 10을 포함한 나중에 나온 운영 체제 - DirectX 10 및 OpenGL 3.3 - IPv6 NAT |
| 12.0.1 | 2015년 10월 29일 | 버그 수정 및 보안 업데이트. |
| 12.1.0 | 2015년 12월 8일  | 버그 수정 및 보안 업데이트. |
| 12.1.1 | 2016년 4월 21일  | 버그 수정 및 보안 업데이트. |
| 12.5   | 2016년 9월 13일  | - 발표된 2016년 9월 8일 릴리스 날짜는 심각한 버그로 인해 누락됨 - 윈도우 10 애니버서리 에디션과 호환 |
| 12.5.1 | 2016년 10월 27일 | 버그 수정, 밝혀지지 않은 취약성, 성능 개선을 위한 보안 업데이트 |
| 12.5.2 | 2016년 11월 13일 | 이 릴리스는 드래그 앤드 드롭 기능에 관련된 아웃 오브 바운드 메모리 주소 취약성을 해결함. 이를 통해 게스트가 VMware Workstation 12 Pro를 실행하는 운영 체제 상의 코드를 실행할 수 있게 됨. |
| 12.5.3 | 2017년 3월 9일   | 버그 수정, 보안 업데이트, 성능 개선. - Workstation Pro가 커널 4.9.0을 사용하는 리눅스 플랫폼에서 시작을 실패함 - 간헐적으로 Workstation Pro 사용자 인터페이스가 Workstation 12 Pro 버전 12.5에서 충돌하여 오류를 표시함 - 가상 머신에서 USB 패스스루 모드로 USB 사양을 준수하지 않는 USB 장치를 사용할 때 게스트를 사용하지 못하게 됨 - 가상 머신에 병렬 포트를 연결할 수 없음 - Active Braille 장치의 가상 머신 연결을 실패함 - 게스트 운영 체제에서 액티브 FTP를 실행한 이후 vmnat.exe 프로세스가 호스트의 TCP 포트를 계속 사용함 - ThinPrint 기술이 VMware Tools 10.0.10이 있는 윈도우 XP 게스트 운영 체제에서 동작하지 않음 - VMware Tools 서비스가 우분투 16.10 게스트에서 시작되지 않음 - RHEL 7.3 가상 머신에서 공유 폴더를 사용할 수 없음 |
| 12.5.4 | 2017년 3월 14일  | 이 릴리스는 드래그 앤드 드롭 기능과 관련된 아웃 오브 바운드 메모리 액세스 취약성을 해결함. 이 취약성은 게스트가 VMware Workstation 12 Pro를 실행하는 운영 체제의 코드를 실행할 수 있게 함. |
| 12.5.5 | 2017년 3월 28일  | 이 릴리스는 다음의 문제를 해결함: - VMware Workstation Pro의 SVGA에 힙 버퍼 오버플로와 초기화되지 않은 스택 메모리 사용이 있음. 이 문제로 인해 게스트 가상 머신이 호스트의 코드를 실행할 수 있음. CVE(Common Vulnerabilities and Exposures) 프로젝트(cve.mitre.org)는 이 문제에 대해 CVE-2017-4902 (힙 문제), CVE-2017-4903 (스택 문제) 식별자를 할당함. - XHCI 드라이버에 초기화되지 않은 메모리 사용이 있음. 이 문제로 인해 게스트 가상 머신이 호스트의 실행 코드를 실행할 수 있음. CVE 프로젝트(cve.mitre.org)는 이 문제에 대해 CVE-2017-4904 식별자를 할당함. - 초기화되지 않은 메모리 사용이 있음. 이 문제로 인해 정보 유출이 가능함. CVE 프로젝트(cve.mitre.org)는 이 문제에 대해 CVE-2017-4905 식별자를 할당함. |
| 12.5.6 | 2017년 5월 18일  | 이 릴리스는 다음의 강조사항을 포함함: - 윈도우 10 크리에이터스 업데이트 (버전 1703)의 데이 0(Day 0) 지원 - 버그 수정 및 보안 업데이트 |
| 12.5.7 | 2017년 6월 22일  | 버그 수정 및 보안 업데이트. |
| 12.5.8 | 2017년 11월 16일 | - OpenSSL 라이브러리 버전 openssl-1.0.2l으로 업데이트됨. - 새로운 게스트 운영 체제의 지원 추가 - RHEL 7.4 - 오라클 리눅스 7.3 |
| 12.5.9 | 2018년 1월 10일  | - 이 업데이트는 VMware 게스트로의 분기표적 주입 취약점 완화를 위한 하드웨어 지원을 포함함. 이 하드웨어는 CVE-2018-5715를 완화하기 위해 일부 게스트 운영 체제에 사용됨. |
| 14     | 2017년 9월 26일  | 이 주요 버전 릴리스는 다음의 강조사항을 포함함: - 최신 버전의 마이크로소프트 윈도우 10(엔터프라이즈 포함), 윈도우 서버 에디션, 다양한 리눅스 배포판을 지원하도록 업데이트됨 - 최신 인텔, AMD 프로세서 지원 업데이트, 2011년 이전 CPU의 경우 지원에 제한이 있거나 지원하지 않음 - UEFI 등의 가상 펌웨어 지원 개선 및 새 시큐어 부트(Secure Boot) 지원 - VBS(Virtualization Based Security) 지원 - 가상 네트워크 개선 - vSphere 및 vCenter 서버 어플라이언스와 작업하기 위한 새롭고 개선된 지원 및 제어 - 네트워크 레이턴시 시뮬레이터 - 새 원격 vSphere 제어 |
| 14.1.0 | 2017년 12월 21일 | - 개선된 윈도우 10 Fall Creators 업데이트 (버전 1709) 지원 - VMware Tools 10.2.0 포함 |
| 14.1.1 | 2018년 1월 9일   | 이 업데이트는 VMware 게스트로의 분기표적 주입 취약점 완화를 위한 하드웨어 지원. 이 하드웨어는 CVE-2018-5715를 완화하기 위해 일부 게스트 운영 체제에 사용됨. |
| 14.1.2 | 2018년 5월 21일  | 이 업데이트는 IA32_SPEC_CTRL에 SSBD 기능의 게스트 접근을 제공함. |
| 14.1.3 | 2018년 8월 14일  | 이 버전은 OpenSSL 라이브러리 버전 openssl-1.0.2o으로 업데이트됨. |
| 15     | 2018년 9월 24일  | 이 주요 버전 릴리스는 다음의 강조사항을 포함함: - 최신 버전의 마이크로소프트 윈도우 10(엔터프라이즈 포함), 다양한 리눅스 배포판을 지원하도록 업데이트됨 - 이 버전은 4K 해상도를 지원함. - 이 버전은 DirectX 10.1을 지원함. - 이 버전은 공유 그래픽스 메모리 제한을 3GB로 증가시킴. - 이 버전은 HTTP/HTTPS를 경유하는 표준 JSON을 사용하여 공통 가상 머신 작업을 자동화하기 위한 새로운 RESTful API를 추가함. - 이 버전은 원격 vSphere에 연결할 때 새 호스트 및 클러스터 뷰를 추가함. - 이 버전은 전원이 켜진 가상 머신에 자동으로 USB 장치를 연결하는 기능을 지원함. - 이 버전은 리눅스 가상 머신의 SSH 로그인을 지원함. - 이 버전은 확장(strech) 게스트 디스플레이 기능을 지원함. - 이 버전은 웨이랜드 프로토콜을 지원함. - 이 버전은 가상 NVMe 스토리지의 성능을 개선함. |
| 15.0.1 | 2018년 11월 9일  | - 이 버전은 최신 버전의 다양한 리눅스 배포판의 지원을 추가함. - 버그 수정 및 보안 업데이트. |
| 15.0.2 | 2018년 11월 22일 | - 최신 버전의 마이크로소프트 윈도우 10(엔터프라이즈 포함) 및 윈도우 서버 2019를 지원하도록 업데이트됨. - 버그 수정 및 보안 업데이트. |
| 15.0.3 | 2019년 3월 14일  | - OpenSSL 라이브러리가 1.0.2q로 업데이트됨. - libxml2 라이브러리가 버전 2.9.9로 업데이트됨. |
| 15.0.4 | 2019년 3월 29일  | 버그 수정 및 보안 업데이트. |
| 15.1.0 | 2019년 5월 14일  | 버그 수정 및 보안 업데이트. - 새로운 게스트 운영 체제 지원을 추가 - 최신 버전의 마이크로소프트 윈도우 10 (엔터프라이즈 포함) - 우분투 19.04 - RHEL 8 - 페도라 30 - VMware ESXi 6.7 업데이트 2 - 이 버전은 윈도우 호스트에서 실행 중인 모든 게스트의 확장(strech) 게스트 디스플레이를 지원하도록 업데이트됨. |
| 15.5.0 | 2019년 9월 19일  | - 새로운 게스트 운영 체제의 지원 추가 - 최신 버전의 마이크로소프트 윈도우 10 (엔터프라이즈 포함) - 데비안 9.11 & 10 - 오라클 리눅스 8.0 - SUSE 리눅스 엔터프라이즈 서버 15 SP1 - FreeBSD 12.0 - PhotonOS 3.0 - MTU를 최대 9,000 바이트까지 구성할 수 있는 가상 네트워크 지원 추가 - 네트워크 구성의 업그레이드, 가져오기, 내보내기 이후 네트워크 설정의 저장이 가능 - PVSCSI(VMware Paravirtual SCSI Controllers) 지원 추가 - 개방형 가상 머신 도구(open-vm-tools, 과거 이름: VMWare Tools)가 리눅스 게스트에 기본으로 적용됨. - 버그 수정 및 보안 업데이트. |
| 15.5.1 | 2019년 11월 12일 | 다음의 보안 문제를 해결: - e1000e 가상 네트워크 어댑터의 범위를 벗어난 쓰기 취약점을 해결함. CVE-2019-5541 - vmnetdhcp의 정보 공개 취약성을 해결함. CVE-2019-5540 - RPC 처리기의 서비스 거부 취약점을 해결함. CVE-2019-5542 - CVE-2019-11135에 의해 식별 된 추측 실행 취약성 인 TSX Asynchronous Abort (TAA)를 해결함. - Workstation 15.5.0 Pro에 도입된 회귀를 해결하여 L1TF 및 MDS 취약성에 대한 하이퍼 바이저 관련 완화가 효과가 없게함. 버그 수정: - 일부 다국어 환경에서 Workstation 15.5 Linux 설치 프로그램이 충돌함 |
| 15.5.2 | 2020년 3월 10일  | 버그 수정 및 보안 업데이트. |
| 15.5.5 | 2020년 5월 28일  | - Windows Hyper-V와 함께 사용 가능 - 인텔 2세대 이상,AMD 불도저 이상의 CPU - Windows 10 20H1 19041.264 이상 - 이 버전은 새로운 게스트 운영 체제의 지원을 추가 - Windows 10 20H1 - 우분투 20.04 - 페도라 32 - 이 버전은 새로운 운영 체제의 지원을 추가 - Windows 10 20H1 - Ubuntu 20.04 - 버그 수정 및 보안 업데이트. |
| 15.5.6 | 2020년 6월 9일   | 버그 수정: - 에뮬레이팅된 ES1371 사운드 카드의 품질 향상 - Caps Lock, Num Lock, Scroll Lock의 비정상적인 작동 문제 해결 |
| 15.5.7 | 2020년 11월 19일 | 다음의 보안 문제를 해결함: - XHCI USB 컨트롤러에 사후 사용 취약점이 있음. 가상 머신에 대한 로컬 관리 권한을 가진 악의적인 행위자는 이 문제를 악용하여 호스트에서 실행되는 가상 머신의 VMX 프로세스로 코드를 실행할 수 있음. CVE-2020-4004 - ACPI 디바이스의 확인 시간 사용 문제로 인해 범위를 벗어난 읽기 취약성이 포함되어 있음. 가상 머신에 대한 관리 액세스 권한이 있는 악의적인 행위자가 이 문제를 악용하여 VMX 프로세스에서 메모리를 누출 할 수 있음. CVE-2020-3981 - ACPI 디바이스의 확인 시간 사용 시간 문제로 인해 범위를 벗어난 쓰기 취약점이 있음. 가상 머신에 대한 관리 액세스 권한이 있는 악의적인 행위자는 이 문제를 악용하여 가상 머신의 VMX 프로세스를 중단하거나 하이퍼바이저의 메모리 힙을 손상시킬 수 있음. CVE-2020-3982 - Cortado ThinPrint 구성 요소에 여러 범위를 벗어난 읽기 취약성이 포함되어 있음. 이러한 문제는 EMF 및 JPEG2000 파서에 존재함. 가상 시스템에 대한 정상적인 액세스 권한을 가진 악의적인 행위자는 이러한 문제를 악용하여 부분적인 서비스 거부 조건을 생성하거나 VMware Workstation이 설치된 시스템에서 실행되는 TPView 프로세스에서 메모리를 누수 할 수 있음. CVE-2020-3986 (EMF 파서), CVE-2020-3987 (EMR STRETCHDIBITS 파서), CVE-2020-3988 (JPEG2000 파서) - Cortado ThinPrint 구성 요소의 범위를 벗어난 쓰기 문제로 인한 서비스 거부 취약성이 포함되어 있음. 가상 머신에 대한 정상적인 액세스 권한을 가진 악의적인 행위자는 이 문제를 악용하여 VMware Workstation이 설치된 시스템에 부분적인 서비스 거부 조건을 생성 할 수 있음. CVE-2020-3989 - Cortado ThinPrint 구성 요소의 정수 오버플로 문제로 인한 정보 유출 취약성이 포함되어 있음. 가상 머신에 대한 정상적인 액세스 권한을 가진 악의적인 행위자는 이 문제를 악용하여 VMware Workstation이 설치된 시스템에서 실행중인 TPView 프로세스에서 메모리를 누출 할 수 있음. CVE-2020-3990 |
| 16.0.0 | 2020년 9월 14일  | 주요 변경점: - 컨테이너 및 Kubernetes 지원 - 새로운 게스트 운영 체제의 지원을 추가 - RHEL 8.2 - 데비안 10.5 - 페도라 32 - CentOS 8.2 - SUSE 리눅스 엔터프라이즈 서버 15 SP2 - FreeBSD 11.4 - ESXi 7.0 - 게스트에서 DirectX 11 및 OpenGL 4.1 지원 - 하드웨어 사양: - Windows 호스트의 경우 DirectX 11.0을 지원하는 GPU가 필요. - Linux 호스트의 경우 NVIDIA GPU가 필요. - 소프트웨어 사양: - 호스트 운영 체제 (64-bit): - Windows 8 이상 - OpenGL 4.5 이상을 지원하는 NVIDIA 드라이버가있는 GNU / Linux - 게스트 운영 체제 - Windows 7 이상 - vmwgfx를 사용하는 GNU / Linux - Linux 워크스테이션에 대한 Vulkan 렌더 지원 - 샌드박스 그래픽 - USB 3.1 컨트롤러 지원 - VM한도 향상 - 최대 32코어 CPU, 128GB 메모리, 8GB 가상 그래픽 메모리 - 다크모드 지원 - Windows 10 1809 이상만 작동 - vSphere 7.0 지원 - 성능 향상 - 향상된 파일 전송 속도 (끌어서 놓기, 복사 및 붙여 넣기) - 가상 머신 종료 시간 개선. - 가상 NVMe 스토리지 성능이 향상. - 접근성 지원 향상 - WCAG 2.1 기준을 준수하도록 향상. 삭제된 기능들: - 공유 VM 기능 - 제한된 가상 머신 다음의 보안 문제를 해결함: - Cortado Thinprint 구성 요소의 여러 범위를 벗어난 읽기 취약성을 해결함. CVE-2020-3986, CVE-2020-3987, CVE-2020-3988 - Cortado Thinprint 구성 요소의 범위를 벗어난 쓰기 문제로 인한 서비스 거부 취약성을 해결함. CVE-2020-3989 - Cortado Thinprint 구성 요소의 정수 오버플로 문제로 인한 정보 유출 취약성을 해결함. CVE-2020-3990 버그 수정: - 가상 머신 구성 파일에 priority.ungrabbed = "low"가 설정된 후 호스트 작업 관리자에서 선택하면 vmware-vmx 프로세스의 우선 순위가 Normal로 표시된다. - Workstation이 Hyper-V가 활성화 된 Win10 호스트에서 실행 중일 때 Windows XP x64 가상 머신이 부팅 중에 멈춘다.                                                                                        |
| 16.1.0 | 2020년 11월 19일 | 이 릴리스는 다음의 강조사항을 포함함: - 새로운 게스트 운영 체제의 지원을 추가 - Windows 10 20H2 - Ubuntu 20.10 - Fedora 33 - RHEL 8.3 - KIND v0.9.0을 지원하도록 vctl kind 업데이트. - docker-machine-driver-vmware 추가 버그 수정: - 클러스터 로그 내보내기 기능이 작동하지 않는다. - 서버에 연결하여 이전 워크스테이션 또는 ESXi 서버에서 실행중인 VM의 전원을 켤 수 없음 - openSuSE 15.1 Leap Host에서 VMWare Workstation 16.0으로 업그레이드 한 후 가상 머신을 시작할 수 없음 - VMware Workstation 16.0에서 고급 키보드가 "필수"로 설정되어 있으면 가상 컴퓨터가 시작되지 않음 |
| 16.1.1 | 2021년 4월 1일   | BoB driverThru가 제안한 가상네트워크 드라이버 보안패치를 적용함. |
| 16.1.2 | 2021년 5월 18일  | VMware Tools를 버전 11.2.6으로 업데이트함. |
| 16.2.0 | 2021년 10월 14일 | Linux에서 Intel, AMD 및 Nvidia GPU를 위한 벌칸 렌더러를 지원한다. Workstation 16.2.0 Pro는 Intel, Nvidia 및 AMD GPU가 설치된 Linux 호스트에서 Vulkan 렌더러를 지원한다. Vulkan 렌더러는 게스트에서 Direct3D 11(이전 버전) 및 OpenGL 4.1(이전 버전)을 지원한다. 벌컨 렌더러 지원은 다음 GPU로 제한된다. Intel Skylake 및 이후 GPU(예: Kaby Lake 및 Ice Lake)이다. AMD RDNA/NAVI14 이상 GPU(예: Rade on RX/Pro 5300 및 5500 시리즈)이다. 현재 AMD GPU의 경우 AMDVLK 드라이버를 사용한다. AMDVLK 드라이버는 https://github.com/GPUOpen-Drivers/AMDVLK/releases에서 다운로드 가능하다. Nvidia Turing 이상 GPU(예: RTX 시리즈)이다. 참고: 프리-튜링 GPU의 경우 Workstation은 기존 OpenGL 렌더러를 사용한다. |
| 16.2.1 | 2021년 11월 9일  | 버그 수정: - 색 테마는 기능이 기본적으로 비활성화되어 있어 환경설정에서 볼 수 없다. 색상 테마 기능을 사용하려면 수동으로 활성화해야 한다. - VM을 생성하는중에 새 VM 마법사에서 하드웨어 사용자 지정 버튼을 클릭하면 마법사가 충돌한다. |
| 16.2.2 | 2022년 1월 18일  | CVE-2022-22938 보안문제를 해결함. https://www.vmware.com/security/advisories/VMSA-2022-0002.html [해당 문제는 윈도우버전 한정이다.] |
| 16.2.3 | 2022년 3월 10일  | 버그 수정: - 호스트 시스템에서 VM으로 복사해 붙여넣으려고 하면 편집 메뉴의 붙여넣기 옵션을 사용할 수 없다. 참고: 로컬 VM의 경우 게스트 분리 아래의 가상 시스템 설정에서 붙여넣기 옵션을 사용하거나 사용하지 않도록 설정할 수 있다. 원격 VM의 경우 붙여넣기 옵션은 항상 기본적으로 사용하도록 설정된다. - RHEL 8.4 에 VMware Workstation 16.2.1 Pro를 설치하면 vmmon 및 vmnet 커널 모듈을 빌드하는 동안 컴파일 오류로 인해 workstation이 시작되지 않는다. - 공유 폴더를 사용하여 호스트에서 VM으로 많은 수의 작은 파일을 복사하려고 하면 워크스테이션이 중단된다. |

### 호스트 운영 체제 지원
| 운영 체제               | VM웨어 워크스테이션이 지원 |
| ----------------------- | -------------------------- |
| 윈도우 서버 2019        | 15.0.2 이상                |
| 윈도우 서버 2016        | 12.5 이상                  |
| 윈도우 서버 2012 R2     | 10.0 이상                  |
| 윈도우 서버 2012        | 9.0 이상                   |
| 윈도우 서버 2008 R2 SP1 | 8.0-15.5.7                 |
| 윈도우 서버 2008 R2     | 7.0-15.5.7                 |
| 윈도우 서버 2008        | 6.0–10.0.7                 |
| 윈도우 서버 2003 R2     | 6.0–10.0.7                 |
| 윈도우 서버 2003        | 4.0–10.0.7                 |
| 윈도우 10 1607          | 12.5 이상                  |
| 윈도우 10 1507 및 1511  | 11.0 이상                  |
| 윈도우 8.1              | 10.0 이상                  |
| 윈도우 8                | 9.0 이상                   |
| 윈도우 7                | 7.1-15.5.7                 |
| 윈도우 비스타           | 6.0–10.0.7                 |
| 윈도우 XP               | 3.0–10.0.7                 |
| 윈도우 2000             | 2.0–6.5                    |
| 윈도우 NT 4.0           | 1.0–4.5                    |
| 리눅스 배포판           | VMWare KB 2088579 참고     |

## VM웨어 도구
VM웨어 도구(VMware Tools)는 성능 개선을 목적으로 게스트 운영 체제에 설치할 수 있는 드라이버 및 기타 소프트웨어의 묶음이다. 다음을 포함한 여러 구성 요소가 있다:
- 가상으로 구현되는 하드웨어를 위한 드라이버:
  - 게스트 머신이 고해상도 화면에 접근할 수 있게 하는 VESA 호환 그래픽스
- vmxnet2, vmxnet3 NIC용 네트워크 드라이버
  - 엔소닉 오디오PCI 오디오
  - 마우스 통합
- 파일의 끌어서 놓기 지원
- 호스트와 게스트 간 클립보드 공유
- 시간 동기화 기능 (호스트 컴퓨터의 시간과 게스트를 동기화)
- 통합(Unity) 지원

## 같이 보기
- 운영체제 수준 가상화
- 버추얼박스
- VM웨어 퓨전
- X86 가상화